# 利潤率の傾向的低下の法則
利潤率の傾向的低下の法則（りじゅんりつのけいこうてきていかのほうそく、英: law of the tendency of the rate of profit to fall, 独: Gesetz des tendenziellen Falls der Profitrate）とは、マルクス経済学における資本主義経済の法則の一つ。資本家が剰余価値を不変資本により多く振り分けると、資本の有機的構成が高度化する。すると総資本に対する剰余価値率(搾取率)は低下する。すなわち、利潤率は必然的に低下することを示した法則である。マルクスが『資本論』第3巻第3編で論じた。
なお、利潤率が常に低下するわけではなく、低下傾向に反対に作用する要因もあり、長期的に見れば利潤率は低下する、ということから、マルクスは利潤率の低下を「傾向的低下」と呼んだ。景気循環の中で、利潤率は上下するが、景気の下降局面で利潤率が低下することは利潤率の傾向的低下の法則ではない。
この法則を数理的に詳しく研究した者に柴田敬と置塩信雄がいる。彼らの発見した定理は、柴田＝置塩の定理、または置塩の定理と呼ばれる。

## 論争の起源と経緯
マルクスが『資本論』第Ⅲ巻において「利潤率の傾向的低下法則」を論証したことに対して、まもなくツガン・バラノフスキー(1901)の批判が現れた。これに対して、カール・カウツキー(1901-02)の反論などが現れた。しかし、マルクスやカウツキーらの論証に問題があることは、ボルトケヴィチ（L. von Bortkiewicz）や柴田敬（1935-36），ポール・スウィージー（Paul M. Sweezy）(1942)，ジョーン・ロビンソン（Joan Robinson）(1942)らに引き継がれて決着を見なかった。その間の事情については板木雅彦(2004)第1節「置塩定理に至る論争の展開」を見よ。石塚良次は、「利潤率低下」論は、生産価格論と並ぶ、「欧米でのいわゆる「マルクス・ルネサンス」における二大論争の係争主題」であると評している。

## 数学的「証明」
論争は戦後にも続き、富塚良三(1954)やロスドルスキー(1956)は、議論を「資本の有機的構成と剰余価値率のうち，どちらがより急速に上昇していくか」に集約し、「剰余価値率がどれだけ上昇してもけっして越えることのできない上限が存在し，この上限そのものが資本の有機的構成の高度化によって低落する」ことが主張された。その証明は、次のようなものであった。
具体的に、不変資本をC 、可変資本をV 、剰余価値をM 、利潤率をr とおくと、
{\displaystyle r={\frac {M}{C+V}}={\frac {(M/V)}{(C/V)+1}}}
という関係が成り立ち、資本の有機的構成C /V が高度化すると、剰余価値率M /V が一定である限り、利潤率r は低下することがわかる。
ポール・スウィージー(1942)やジョーン・ロビンソン(1942)などは、労働生産力の向上は、有機的構成C /V の増加とともに剰余価値率M /V も上昇させるため、利潤率r は低下するとは限らないし、上昇するとも限らないという不定説を展開した。これに対しては次のような説明がされた。
労働生産力の向上は、生きた労働V + M が死んだ労働（対象化された労働）C に対して減少するのであるから、
{\displaystyle r={\frac {M}{C+V}}<{\frac {V+M}{C+V}}<{\frac {V+M}{C}}}
という関係をもたらす。これは、賃金が 0 のときの利潤率、つまり利潤率の上限(V + M )/C が減少傾向を示すということであり、短期的には利潤率が上昇しても、長期的にはやはり低下する。

## 置塩の定理
置塩信雄はマルクスが展開した「利潤率の傾向的低下法則」の論証が成立しないことを示すために、「実質賃金率を一定とするとき、新技術の導入によって均衡利潤率が低下することはない」ことを示した。これは「置塩の定理」と呼ばれている。
後に根岸隆が同様の観点からマルクスの傾向法則を検討した。根岸は、マルクスの論証に対する置塩の批判を支持したが、資本主義経済における「利潤率の傾向的低下」を検討するには、従来とはことなる新しい分析枠組みによるべきだとした。柴田や置塩の分析は、ワルラスを中心とするローザンヌ学派の枠組みで行なわれているが、マルクスはそのような枠組みでなく、規模の経済と不完全競争の行なわれる資本家的競争を想定していた。そのため、マルクスの正しい批判のためには、規模の経済の扱えるクルノーの寡占理論あるいはチェンバレンの独占競争の理論によるべきである。
利潤率の傾向的低下法則の「論証」に関する置塩の批判は、通常、「置塩の定理」によると理解されているが、置塩自身が語るように、マルクス=カウツキー=富塚の論証の誤りは、資本の有機的構成が無限に上昇するとの仮定に基づいているが、「資本の有機的構成」が変化するのは、自然法則のようなものではなく、産業資本家の選択の結果であり、資本家がより有利な技術を選択するかぎり、資本の有機的構成が無限に上昇することはありえないということの注意にあった

### 置塩の定理の批判と反批判
柴田＝置塩定理には古くからその論法に対して同義反復とする等の批判がある。代表的なものとして、ベン・ファインのほか、松橋透(1993)がある。ベン・ファインらは、「投入財と産出高との間に在って内基となる技術的関係を与えられた物とした上で、均一水準の賃金、価格および利潤といった、さまざまな範疇が算定されるところの技術的関係と相並んで、既に前提とされている」。故に置塩の定理が同義反復だとしている。数学的に正しければ経済学的にも正しいという錯覚であり、これは数理経済学者が陥りやすい誤謬であるとまで主張している。
しかし、置塩が指摘したのは、マルクスらの「傾向的低下法則」の論理のまちがいである。その論証が同義反復であることには、何の問題もない。論理的に語りうることは、すべて論理学的にいえば、同義反復(tautology)である。
資本制経済での競争においては、産業資本家は、自己の商品の生産において、複数の技術があれば、原価をより低減させる技術を選択する。資本制経済において、不変資本(とくに固定資本)が可変資本(つまり労働量)に比べて増大する傾向をもつのは、資本家によるこうした不断の選択の結果としてある。マルクスやその後の論者は、資本の有機的構成が高度化する傾向をあたかも自然法則と考えてしまい、その背後に産業資本家の冷徹な選択があることが見えていない。産資本蓄積と労働生産性上昇が「資本の技術的構成」を高度化し、「資本の有機的構成高度化」をもたらすという傾向も、産業資本家による技術選択という媒介を通してしか効力を発しない。
置塩信雄が「利潤率の傾向的低下の法則」のマルクスによる証明を批判したもっとも重要な点は、この点である。ベン・ファインは、この点をまったく理解せず、置塩を非難している。
置塩は自身の論文において「利潤率を低下させる最大の要因は実質賃金率の上昇であり、この実質賃金率の上昇にもかかわらず、資本の利潤率を維持上昇させる最大の要因は革新的技術変化の導入である。」と述べた。これは事実として、利潤率の低下が見られる主要な原因について考察しているのであり、論理的な問題ではない。置塩は、後に『経済学と現代の諸問題』ではこれに否定的な結論を出している。
置塩信雄、富塚良三、および近代経済学者根岸隆などが論争を行って、一定の論争に発展して、久々にマルクス経済学、現代経済学との論争が期待された。また、置塩説を支持する研究者と富塚説を支持する研究者をも巻き込んでの論争にも発展していた。しかし、置塩の死去、根岸の態度保留などを見ても論争が冷めてしまった感がある。

### 法則の定立と論証
マルクス=富塚らの「論証」が論理的に間違いであるとしても、「傾向的低下の法則」の内容が成立することが可能である。反対に、置塩信雄の指摘(論証の論理的間違い)が正しいとしても、「傾向的低下の法則」が成立することはありうる。法則の定立は、それが経験的内容を含む以上、経験的証拠を集めて総合する以外にない。しかし、マルクスを含めて、可能性として経験となりうる内容をもつ法則を論理的に論証できるという誤認している可能性がある。
法則の定立の検討は置塩の批判とは独立に考察されなければならない。置塩自身が利潤率の低下をもたらす原因について意見を変えているのは、事実の判断についてであり、それは認識の深まりとともに変化しうるものである。

### 論争の成果と反省
「利潤率の傾向的低下の法則」を巡っても、転形問題など他の論争と同じように、長期にわたり多くの議論が交わされたのに比較して、確たる成果に乏しいというのが、客観的な評価であろう。このような反省は、山田鋭夫・吉原直毅といった比較的若い世代には生まれてきている。#法則の実証的研究がほとんどなかったことも、日本における論争の問題性を現している。
利潤率の傾向的低下の法則を巡って、これほどの長い論争がおきたのは、マルクス自身の理論展開そのものに問題があったことも考えられる。マルクスは、その著作『経済学批判』(1859)に自己の「経済学批判体系」のプランを記述している。このプランと『資本論』全3巻の関係については、これも長い論争の歴史がある。ここでよく知られているように、マルクスは「資本一般」の分析と「競争」の分析とを分離した。『資本論』体系では、『要綱』におけるこのような区分はあいまいとなった。『資本論』第1巻の価値は「資本一般」を分析す枠組みであり、基本的には「競争」は分析できない。置塩は、利潤率の傾向的低下は、「競争」論として「価格」次元で考察すべきである考えたのに対し、富塚良三や松橋透、小西一雄などは、本来的に競争を分析する枠組みでない「価値」の次元で議論をしたため、双方に大きな混乱を招いた。ジョン・ローマーは、マルクス派内部の傾向法則の長大な論争について、「ミクロ経済的な考察が不足している」と指摘している。

## 法則の実証的研究
バシューとマノラコスは、利潤率低下理論に関するマルクス派内の論争は、ミクロ経済学的な詳細に対する注意の欠如によって特徴付けられていると指摘する。
J. M. ギルマンは、アメリカ合衆国の長期経済系列を用いて1849年から1939年までの91年間のフローベースの有機的構成と利潤率、1919年から1939年までの不生産的経費を控除した純利潤率(フローベースとストックベース)を試算した。その結果によると、利潤率の上下はあるが傾向的変化は見られず、有機的構成も(1849、1859年の計算値を除く)ほぼ一定であった。
フェルドシュタインとサマーズは、1948年から1976年までを公式資料によってアメリカ経済の純利益率と粗利益率とを計算した。毎年の数値としもに、景気循環調整済みの数値も掲げている。その結論として調査結果は、戦後の時期において、収益率に緩慢な低下が見られるという見解を指示するものではなかった、としている。
バシューとマノラコスは、利潤率低下理論に関するマルクス派内の論争は、ミクロ経済学的な詳細に対する注意の欠如によって特徴付けられていると指摘する。彼らは、理論の簡単なサーベイのあと、§3. Literature Review などにおいて、利潤率に関する数少ない計量的文献をレビューしたあと、自分達の時系列分析を行っている。それによれば、1948-2007において景気循環調節済みで、年0.2%の利潤率の低下が観察されたという。
マルクス経済学者の中には、ここ150年間の統計から見ても、利潤率低下は実証できていないとする（また、資本主義に特有の傾向ではない、とする）説もある。
一方でマルクス経済学者ではない公共経済学のトマ・ピケティは、資本の再配分を論じる際、マルクスの利潤率低下理論について言及し再評価している。